# Calliphora algira
Calliphora algira este o specie de muște din genul Calliphora, familia Calliphoridae. A fost descrisă pentru prima dată de Macquart în anul 1843. Conform Catalogue of Life specia Calliphora algira nu are subspecii cunoscute.